# Municipio de Grand Rapids (Míchigan)
El municipio de Grand Rapids (en inglés: Grand Rapids Township) es un municipio ubicado en el condado de Kent en el estado estadounidense de Míchigan. En el año 2010 tenía una población de 16661 habitantes y una densidad poblacional de 413,34 personas por km².

## Geografía
El municipio de Grand Rapids se encuentra ubicado en las coordenadas 42°59′16″N 85°34′46″O / 42.98778, -85.57944. Según la Oficina del Censo de los Estados Unidos, el municipio tiene una superficie total de 40.31 km², de la cual 39.74 km² corresponden a tierra firme y (1.42%) 0.57 km² es agua.

## Demografía
Según el censo de 2010, había 16661 personas residiendo en el municipio de Grand Rapids. La densidad de población era de 413,34 hab./km². De los 16661 habitantes, el municipio de Grand Rapids estaba compuesto por el 91.53% blancos, el 1.76% eran afroamericanos, el 0.17% eran amerindios, el 4.36% eran asiáticos, el 0.01% eran isleños del Pacífico, el 0.51% eran de otras razas y el 1.66% pertenecían a dos o más razas. Del total de la población el 2.05% eran hispanos o latinos de cualquier raza.